# Giro del Piemonte 1916
Il Giro del Piemonte 1916, nona edizione della corsa, si svolse il 9 luglio 1916 su un percorso di 170 km. La vittoria fu appannaggio dell'italiano Francesco Cerutti, che completò il percorso in 6h09'26", precedendo i connazionali Pietro Ferraris e Giovanni Abellonio.
Sul traguardo di Torino 14 ciclisti, su 39 partiti dalla medesima località, portarono a termine la competizione.

## Ordine d'arrivo (Top 10)
| Pos. | Corridore          | Squadra     | Tempo    |
| ---- | ------------------ | ----------- | -------- |
| 1    | Francesco Cerutti  | -           | 6h09'26" |
| 2    | Pietro Ferraris    | Ausonia     | a 2'52"  |
| 3    | Giovanni Abellonio | -           | s.t.     |
| 4    | Domenico Schierano | -           | s.t.     |
| 5    | Domenico Santini   | SC Palatino | a 2'56"  |
| 6    | Giovanni Mautino   | SC Palatino | a 5'21"  |
| 7    | Enrico Baudone     | Ausonia     | s.t.     |
| 8    | Giuseppe Appendino | SC Palatino | s.t.     |
| 9    | Giovanni Pogliani  | La Piemonte | a 21'20" |
| 10   | Luigi Rocci        | US Torino   | a 22'18" |